# Macrosteles alpinus
Macrosteles alpinus är en insektsart som beskrevs av 1828 av Zetterstedt. Arten ingår i släktet Macrosteles och familjen dvärgstritar. Det råder inte konsensus kring taxonomin och vissa auktoriteter attribuerar den till Stål 1858 och kallar den därmed Macrosteles fascifrons.
Arten förekommer bland annat i Storbritannien, Skandinavien, Europeiska alperna, Kyrgyzstan, Kina, Alaska och Kanada. Den lever i subalpina till alpina habitat vid mesotrofa fattigkärr och på fjällängar. Inga underarter finns listade i Catalogue of Life.